# Ké
Ké, pseudonimo di Kevin Grivois (New York, 5 dicembre 1971), è un cantante e modello statunitense.

## Biografia
Nato da madre cherokee e padre francese, Ké risente notevolmente di entrambe le influenze culturali dei genitori nella propria musica. A causa del suo particolare stile di canto in falsetto, è molto facile confondere la sua voce con quella di una donna.
Riscosse un ragguardevole successo nel 1996 con la canzone Strange World (6 milioni di copie vendute in Europa). La canzone che era un inno alla pace mondiale , venne poi inserita nel suo album d'esordio "I am [ ]". Le parentesi con lo spazio vuoto in mezzo non sono un errore: il titolo completo, in realtà, come testimoniato dalla canzone che dà il titolo all'album è "I Am Nothing"; la scelta di quelle parentesi è dunque un modo di visualizzare quel "Nothing", il "Nulla".
L'anno successivo vinse anche il titolo di Uomo Vogue. Dopo il grande successo del suo primo album, provò a riconfermarsi con Shiny, suo secondo lavoro discografico, ma gli esiti non furono positivi e la sua carriera musicale non ebbe mai più particolari successi, nonostante le collaborazioni con artisti come Björk e Macy Gray.

## Discografia
- 1996 - I Am ( ), RCA
- 1998 - Shiny, RCA
- 2001 - Better Way of Living, Schizo Music